# Aegis of Earth: Protonovus Assault
Aegis of Earth: Protonovus Assault (japanisch 絶対迎撃ウォーズ Zettai Geigeki Wars: Metropolis Defenders) ist ein Strategiespiel des japanischen Entwicklerstudios Acquire. Das Tower-Defense-Spiel erschien zunächst 2015 in Japan für PlayStation 3 und PlayStation Vita, 2016 dann auch auf den westlichen Märkten und zusätzlich für PlayStation 4 und Windows. Das Spiel erschien in Nordamerika im Vertrieb von Aksys Games und in Europa über PQube.
Vor dem Hintergrundszenario einer postapokalyptischen Welt, in der die Menschheit von Monstern nahezu ausgelöscht wurde, muss der Spieler die wenigen verbliebenen befestigten Städte gegen die wiederkehrenden Angriff der Gegnerhorden verteidigen. Diese sind auf mehreren kreisförmigen, rotierbaren Scheiben errichtet, auf denen der Spieler nicht nur Geschütztürme, sondern auch Abschnitte mit Wohnvierteln und anderen Einrichtungen errichten kann. In einer Kombination aus Aufbau- und Kampfphase erweitert der Spieler diese Städte und rüstet sie mit Hilfe von Steuereinnahmen der Bewohner und aus Kämpfen gewonnenen Ressourcen weiter aus. Anschließend bekämpft er die aus allen Himmelsrichtungen anrückenden Monster, wobei die Stadtringe einzeln rotiert und ausgerichtet werden können.

## Rezeption
Wertungsaggregator Metacritic verzeichnet für die PlayStation-4-Version von Aegis of Earth: Protonovus Assault „gemischte oder durchschnittliche“ Kritiken der Computerspielpresse. Insgesamt wurden 13 Testberichte ausgewertet. Laut OpenCritic empfehlen 17 Prozent der Rezensenten das Spiel.
Thomas Nickel lobte im Testbericht für M! Games eine originelle Spielmechanik, schöne Soundeffekte und wuchtige Kämpfe. Durch schlichte Darstellung, zu viele Dialoge und Erklärungen sowie fehlende Spieltiefe könne der Titel dennoch nicht überzeugen. Für Destructoid ist Protonovus Assault ein Paradebeispiel dafür, dass eine gute Spielidee allein noch kein gutes Spiel mache. Die Umsetzung sei derart anspruchslos und herablassend, dass das Spiel kaum zu empfehlen sei.
In Japan erreichte die PlayStation-Vita-Version die Verkaufscharts und stieg mit 2831 verkauften Kopien auf Platz 15 ein, die PlayStation-3-Version konnte sich dagegen nicht platzieren.